# Municipio de Dobele
La municipalidad de Dobele (en letón, Dobeles novads) es un municipio situado en el suroeste de Letonia. Tiene una población estimada, a inicios de 2023, de 27 574 habitantes.
Fue constituido el 1 de julio de 2021 en el marco de la reforma territorial administrativa de Letonia de ese año, que fusionó los antiguos municipios de Dobele, Auce y Tērvete. 
La capital es la ciudad de Dobele.

## Subdivisiones
El municipio está dividido en 21 unidades administrativas, dos ciudades y 19 parroquias rurales.
- Annenieku pagasts
- Auces pilsēta
- Augstkalnes pagasts
- Auru pagasts
- Bēnes pagasts
- Bērzes pagasts
- Bikstu pagasts
- Bukaišu pagasts
- Dobeles pagasts
- Dobeles pilsēta
- Īles pagasts
- Jaunbērzes pagasts
- Krimūnu pagasts
- Lielauces pagasts
- Naudītes pagasts
- Penkules pagasts
- Tērvetes pagasts
- Ukru pagasts
- Vecauces pagasts
- Vītiņu pagasts
- Zebrenes pagasts